# 広池町
広池町（ひろいけちょう）は愛知県名古屋市昭和区にある町名。丁番を持たない単独町名である。住居表示未実施。

## 地理
名古屋市昭和区の南西部に位置し、東に池端町、西に永金町、南に丸屋町、北に出口町と接する。

## 歴史

### 地名の由来
当地に所在した広見池に由来する。広見池は縦約310メートル、横約90メートル、面積2万5987坪に及ぶ用水池で、13町5反7畝の水田を潤したという。池は埋め立てられ、1928年（昭和3年）に学校の敷地として使用されることとなった。

### 沿革
- 1928年（昭和3年）6月 - 東区布池町に所在した名古屋市立名古屋商業学校が広見池の跡地に移転[1]。
- 1931年（昭和6年）4月1日 - 中区御器所町の一部により、同区広池町として成立[2]。
- 1937年（昭和12年）10月1日 - 昭和区に編入され、同区広池町となる[2]。

## 世帯数と人口
2019年（平成31年）1月1日現在の世帯数と人口は以下の通りである。
| 町丁   | 世帯数 | 人口  |
| ------ | ------ | ----- |
| 広池町 | 78世帯 | 197人 |

## 学区
市立小・中学校に通う場合、学校等は以下の通りとなる。また、公立高等学校に通う場合の学区は以下の通りとなる。
| 番・番地等 | 小学校                 | 中学校               | 高等学校 |
| ---------- | ---------------------- | -------------------- | -------- |
| 全域       | 名古屋市立御器所小学校 | 名古屋市立桜山中学校 | 尾張学区 |

## 施設
- 名古屋市立向陽高等学校
- 願正寺

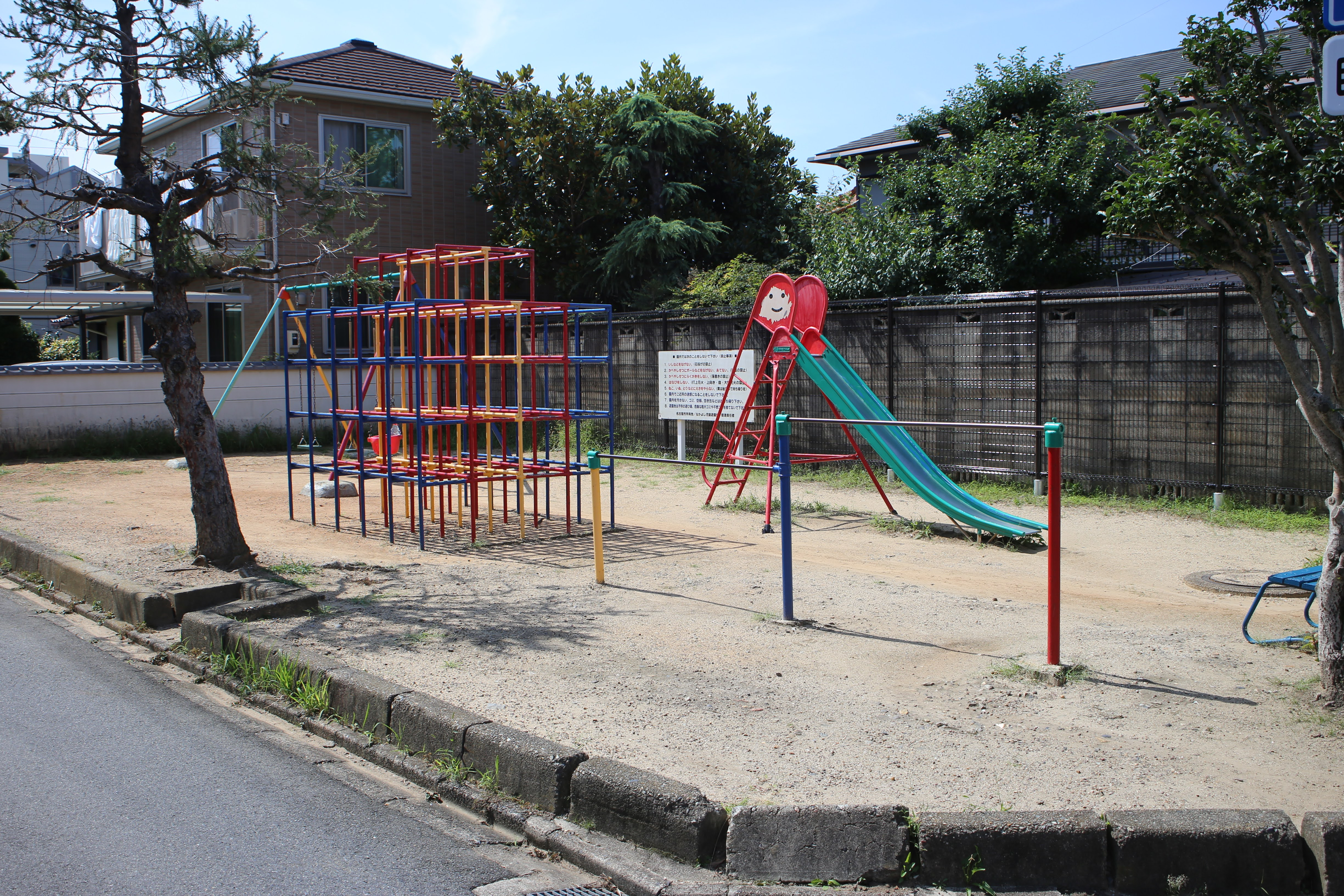
広池なかよし児童遊園地

- 広池なかよし児童遊園地

## その他

### 日本郵便
- 郵便番号 : 466-0042[WEB 2]（集配局：昭和郵便局[WEB 7]）。

### WEB
1. 1 2  “町・丁目(大字)別、年齢(10歳階級)別公簿人口(全市・区別)”.   名古屋市 (2019年1月23日). 2019年1月23日閲覧。
2. 1 2  “郵便番号”.  日本郵便. 2019年1月6日閲覧。
3. ↑  “市外局番の一覧”.   総務省. 2019年1月6日閲覧。
4. ↑  “昭和区の町名一覧”.   名古屋市 (2015年10月21日). 2019年1月12日閲覧。
5. ↑  “市立小・中学校の通学区域一覧”.   名古屋市 (2018年11月10日). 2019年1月14日閲覧。
6. ↑  “平成29年度以降の愛知県公立高等学校（全日制課程）入学者選抜における通学区域並びに群及びグループ分け案について”.   愛知県教育委員会 (2015年2月16日). 2019年1月14日閲覧。
7. ↑  郵便番号簿 平成29年度版 - 日本郵便. 2019年01月06日閲覧 (PDF)

### 書籍
1. 1 2 3 4  名古屋市計画局 1992, p. 362.
2. 1 2  名古屋市計画局 1992, p. 799.